# Sardoniscus verhoeffi
Sardoniscus verhoeffi là một loài chân đều trong họ Oniscidae. Loài này được Ferrara & Taiti miêu tả khoa học năm 1978.